# Derde Dochter van Plankenbrug
Derde Dochter van Plankenburg is een volksverhaal uit China.

## Het verhaal
Tijdens de Tang-dynastie was ten westen van Bianzhou de herberg van Plankenburg. De herbergierster was de Derde Dochter, niemand wist waar ze vandaan kwam. Ze was over de dochter en had geen verwanten, ze had enkele kamers en verschaft maaltijden. Ze is erg rijk en heeft veel ezels. Tijdens de regeringsperiode van Yuanhe was Zhao Jihe, een koopman uit Xuzhou, op weg naar de Oostelijke Hoofdstad Luoyang. Hij krijgt het achtste bed en 's nachts krijgen de gasten wijn. Jihe drinkt niet, maar neemt wel mee aan het gesprek en de scherts. Na de tweede wake zijn de gasten dronken en iedereen gaat slapen, maar Jihe ziet hoe de Derde Dochter een houten pop, een houten buffel en een ploegje pakt.
De Derde Dochter neemt water in haar mond en spuugt dit over de voorwerpen, waarna de buffel en pop een lapje voor het bed omploegen. De Derde Dochter pakt een zakje boekweitzaad en het mannetje zaait het, waarna hij het oogst en dorst. De Derde Dochter zet een molentje neer en het mannetje maalt meel, waarna ze alles opbergt en koeken bakt. De haan kraait en de gasten willen vertrekken, ze hebben de koeken als ontbijt. Jihe neemt ontdaan afscheid en verbergt zich buiten de deur. Hij ziet hoe de gasten eten en op de grond vallen, ze beginnen te balken en veranderen in ezels.
De Derde dochter pakt het geld en de goederen en Jihe aast op de toverkunst. Na een maand keert hij terug en neemt boekweitkoeken mee. Hij overnacht weer in de herberg en er zijn geen andere gasten. Na middernacht bespiedt hij de vrouw opnieuw en hij ziet hetzelfde gebeuren. De volgende ochtend ruilt Jihe een koek om en zegt dat hij zijn eigen koeken wil eten. Als de Derde Dochter hem thee aanbiedt, biedt hij een koek aan. Ze eet ervan, maar begint te balken en Jihe bestijgt haar en vertrekt. Per dag kan hij wel honderd li afleggen, maar hij kent de toverkunst van de koeken niet.
Na vier jaar rijdt hij op de ezel de Pas binnen en vijf of zes li ten oosten van de tempel van de berg Hua ziet hij een oude man aan de kant van de weg. Hij lacht om de vorm van de Derde Dochter van Plankenburg en zegt de man dat hij haar moet laten gaan. De oude man scheurt de bek en de neus van de ezel met beide handen uiteen en de Derde Dochter springt er uit. Ze knielt voor de oude man en rent weg, niemand weet waar ze is.

## Achtergronden
- Het verhaal is afkomstig uit een bundel, Hedong ji, uit de negende eeuw.
- In China worden kinderen vaak aangesproken met Oudste Zoon, Tweede Zoon, Oudste Dochter, enzovoort.
- Bianzhou was tijdens de Tang-dynastie een belangrijk verkeersknooppunt, omdat het Keizerskanaal er uitkwam op de Gele Rivier.
- De li of Chinese mijn telt ruim 600 meter.
- Vele onderzoekers vermoeden een niet-Chinese oorsprong van dit verhaal van een gastvrije herbergierster die haar nietsvermoedende gasten omtovert to ezels, tot ze zelf door haar eigen toverkunst wordt omgetoverd tot makke ezelin. Zie ook Metamorphoses (de Gouden Ezel van Lucius Apuleius Madaurensis).